# أنتوني مونتجومري
أنتوني مونتجومري (بالإنجليزية: Anthony Montgomery)‏ هو لاعب كرة قدم أمريكية أمريكي، ولد في 8 مارس 1984 في كليفلاند في الولايات المتحدة.

## وصلات خارجية
- أنتوني مونتجومري على موقع مرجع كرة القدم المحترفة.كوم (الإنجليزية)